# Anja Rücker
Anja Rücker (ur. 20 grudnia 1972 w Bad Lobenstein) – niemiecka lekkoatletka, sprinterka. Medalistka olimpijska z Atlanty oraz olimpijka z Barcelony.
Lekkoatletyczną karierę zakończyła w 2008, planuje starty jako bobleistka.
Ulubionym dystansem Rücker było 400 metrów i to na nim notowała największe indywidualne sukcesy :
- srebrny medal Mistrzostw Europy juniorów w lekkoatletyce (Saloniki 1991)
- 6. miejsce w Pucharze Świata w Lekkoatletyce (Hawana 1992)
- 5. miejsce na Mistrzostwach Europy w Lekkoatletyce (Helsinki 1994)
- srebro podczas Mistrzostw Świata w Lekkoatletyce (Sewilla 1999)
- złota medalistka mistrzostw Niemiec

Duże sukcesy odnosiła także w sztafecie 4 × 400 metrów:
- złoto Mistrzostw Europy juniorów w lekkoatletyce (Varaždin 1989)
- złoty medal Mistrzostw Europy juniorów w lekkoatletyce (Saloniki 1991)
- brąz na Mistrzostwach Europy w Lekkoatletyce (Helsinki 1994)
- brązowy medal podczas Igrzysk Olimpijskich (Atlanta 1996)
- brąz na Halowych Mistrzostwach Świata w Lekkoatletyce (Paryż 1997)
- złoto Mistrzostw Świata w Lekkoatletyce (Ateny 1997)
- brązowy medal Mistrzostw Świata w Lekkoatletyce (Sewilla 1999)

## Rekordy życiowe
- bieg na 400 metrów – 49,74 (1999)